# 侧脑室
侧脑室（英語：lateral ventricles）是位于端脑内部的充满脑脊液的空腔，是脑室系统的一部分，也是容积最大的脑室。侧脑室通过室间孔与第三脑室相连。

## 结构
侧脑室形状不规则，分为前角、下角、后角、体部和三角区五个部分。前角、下角和后角分别位于额叶、颞叶和枕叶内。体部作为侧脑室的中心，位于额叶后部。侧脑室三角区是体部、下角和后角连接处。侧脑室内表面有室管膜覆盖。